# Michael Martin, Barão Martin de Springburn
Michael John Martin, Barão Martin de Springburn, PC (3 de julho de 1945, Glasgow – 29 de abril de 2018) foi um político britânico que foi membro do Parlamento por Glasgow Springburn 
entre 1979 e 2005, e depois por Glasgow Nordeste até 2009. Ele foi deputado do Partido Trabalhista até sua eleição como o presidente da Câmara dos Comuns em 2000, permanecendo por nove anos até sua renúncia em 2009.
Em sua eleição para o cargo de Presidente da Câmara em 2000, tornou-se o primeiro católico a ocupar este cargo desde a Reforma.
Renunciou ao cargo em 21 de junho de 2009 por ter perdido confiança de parlamentares e do público devido ao seu papel num escândalo envolvendo despesas parlamentares.
Faleceu em 29 de abril de 2018 aos 72 anos.